# Луценко Григорій Васильович
Григорій Васильович Луценко (нар. 7 лютого 1974, м. Городище Черкаської області, Української РСР, СРСР) — український науковець, фізик, педагог, завідувач кафедри педагогіки, психології, соціальної роботи та менеджменту, проректор Глухівського національного педагогічного університету імені Олександра Довженка (2020-2021), кандидат фізико-математичних наук (2001), доктор педагогічних наук (2014).

## Біографія
Григорій Луценко народився 1974 року у м. Городище на Черкащині. Навчався у Черкаському державному педагогічному інституті імені 300-річчя возз’єднання України з Росією, який закінчив 1995 року за спеціальністю «Фізика і математика» (кваліфікація вчителя фізики, математики, інформатики та обчислювальної техніки»).
У 1998 році почав працювати в альма-матер. У 2001 році захистив дисертацію на здобуття наукового ступеню кандидата фізико-математичних наук за спеціальністю «01.04.13 – фізика металів». Тема «Дифузійна конкуренція фаз і взаємна дифузія в металічних порошках та мультишарах». Цього ж року був призначений доцентом кафедри фізики Черкаського державного університету. Залишаючись на цій посаді. Крім того у 2003 році обійняв ще одну — начальника відділу науково-дослідної роботи та отримав вчене звання доцента кафедри теоретичної фізики.
2014 року Григорій Луценко захистив дисертацію на здобуття наукового ступеню доктора педагогічних наук за спеціальностями "13.00.04 – теорія і методика професійної освіти", "13.00.06 – теорія та методика управління освітою" (науковий консультант – член-кореспондент НАПН України, професор Анатолій Кузьмінський). Тема «Теоретико-методологічні засади фундаменталізації фізичної освіти у вищій школі: дидактичний і управлінський аспекти».
2015 року переїхав до м. Глухова на Сумщині. У вересні 2015 року обійняв посаду завідувача кафедрою педагогіки та менеджменту освіти Глухівського національного педагогічного університету імені Олександра Довженка. У січні 2020 року був призначений проректором з наукової діяльності та міжнародної співпраці Глухівського національного педагогічного університету імені Олександра Довженка.

## Наукова діяльність
Сфера наукових інтересів
- розроблення і впровадження інформаційних систем у науковій та освітній діяльності,
- управління науковими й освітніми проектами.

Наукові праці
- Провідництво в освіті. Від ідеї до вічності.: моногр. / І.Т. Богданов, В.В. Крижко, С.В. Лісаков та ін.; за заг. ред. проф. І.Богданова. - К. : Освіта України, 2017. - 368 с. (Луценко Г.В.: Визначення провідництва (РІ 9.1, С.111-119), Риси провідника (РІ 10.1, С.120-137), Менеджмент і провідництво (РІ 12.1,  С.149-158))
- Менеджмент української освіти в контексті євроінтеграції : моногр. / П. Біліченко, О. Зайцева, Т. Зенченко та ін.; за заг. ред. Г.Луценка. – Черкаси : видавець Чабаненко Ю.А., 2017. – 272 с.
- Культуровідповідне управління дошкільною освітою як умова ефективного розвитку дітей дошкільного віку / І.Г.Данильченко, Г.П. Кузнецова, О.І. Курок та ін.; за заг.ред. Т.О. Пономаренко. Глухів: РВВ Глухівського НПУ ім. О.Довженка, 2016. – 204 с. (Луценко Г.В.: Теоретико-методологічні засади управління діяльністю педагогічного колективу (Розділ 4.1, С. 151-165.))
- Фундаменталізація фізичної освіти у вищій школі : монографія / Гр. В. Луценко. – Черкаси : ЧНУ імені Богдана Хмельницького, 2013. – 274 с.
- Автоматизація наукових досліджень : навчальний посібник для студентів університетів / Г. В. Луценко, Гр. В. Луценко. – Черкаси : Вид. від. ЧНУ імені Богдана Хмельницького, 2009. – 248 с.
- Системи комп’ютерної математики : навчально-методичний посібник / Гр. В. Луценко. – Черкаси : ЧНУ імені Богдана Хмельницького, 2012. – 164 с. (із грифом МОН України)
- Моделювання системи управління професійною підготовкою фізиків-дослідників в університетах України. / Гр.В.Луценко // Вісник Чернігівського національного педагогічного університету. Серія «Педагогічні науки». – Чернігів. – Випуск 138. – 2016. – С.96-99.
- Психолого-педагогічні основи реалізації системи професійної підготовки фахівця-фізика. / Гр. В.Луценко // Вісник Глухівського НПУ ім. О. Довженка. – Глухів. Випуск 3 – 2016. – С. 36-42.
- Фізика - основна складова успішного розвитку сучасної інженерної освіти в Україні. / Козуля Л.В., Луценко Гр.В. // Вісник Чернігівського національного педагогічного університету. Серія «Педагогічні науки». – Чернігів. – Випуск 127. – 2015. – С. 69-72.
- Education contents fundamentalization as mode/ Lucenko G. // Science and Education a New Dimension. – 2013. – Vol.1 (6), Issue: 10. – P. 11–16
- Інновації в підготовці майбутніх фізиків-дослідників [Електронний ресурс] / Гр.В.Луценко // Інформаційні технології і засоби навчання. – 2013. – №5. – 176–182.
- Засоби організації пізнавальної діяльності майбутніх фізиків-дослідників / Гр.В.Луценко // Science and Education a New Dimension – 2013. – Vol. 1 (6), Issue: 7. – P. 99–104.
- Луценко Гр. В. Управління науковою діяльністю / Гр.В.Луценко // Вища освіта України. – 2013. – № 3 (50), (додаток 1). – Т. 2. – С. 120–122.
- Формування науково-дослідної компетентності як елемент професійної підготовки майбутнього фахівця-фізика. / Луценко Гр.В. // Вісник Черкаського університету, серія «Педагогічні науки» - Черкаси. – №23 (276). – 2013. – С. 59-63.
- Фундаменталізація змісту освіти як основна вимога розвитку наукового мислення майбутніх фахівців / Гр. В. Луценко, Л. І. Малюк // Наукові записки. – Серія «Педагогічні науки». – Кіровоград, 2013. – Вип. 121. – Ч. ІІ. – С. 244–247.
- Проблема фундаментализации украинского образования в контексте новой образовательной парадигмы / Гр. В. Луценко // Вестник Гуманитарного института ТГУ. – 2012. – № 2 (13). – С. 73–76.
- Фізичні експерименти у режимі On-Line [Електронний ресурс] / Гр. В. Луценко, А. А. Поповиченко // Інформаційні технології і засоби навчання – 2012. – № 3 (29).
- Теоретичні аспекти фундаменталізації змісту фізичної освіти у вищій школі / Гр. В. Луценко // Вісник Черкаського університету. – Серія «Педагогічні науки». – Черкаси : Вид. від. Черкаського національного університету імені Б. Хмельницького, 2012. – № 12 (225). – С. 67–73.
- Фундаменталізація української фізичної освіти в контексті нової освітньої парадигми / Гр. В. Луценко // Вісник Черкаського університету. – Серія «Педагогічні науки». – Черкаси : Вид. від. Черкаського національного університету імені Б. Хмельницького, 2012. – № 13 (226). – С. 82–88.в контексті нової освітньої парадигми / Гр. В. Луценко // Вісник Черкаського університету. – Серія «Педагогічні науки». – Черкаси : Вид. від. Черкаського національного університету імені Б. Хмельницького, 2012. – № 13 (226). – С. 82–88.
- Компетентісний підхід до науково-дослідної роботи студентів як елемент фундаменталізації фізичної освіти / Гр. В. Луценко // Вища освіта України. – 2012. – № 3 (46) (додаток 1). – Т. 3. – С. 80–89.
- Інформаційна культура і наукова підготовка майбутнього фахівця в умовах фундаменталізації професійної освіти / Гр. В. Луценко // Науковий часопис Національного педагогічного університету імені М. П. Драгоманова. – Серія 3 «Фізика і математика у вищій і середній школі». – К., 2012. – Вип. 10. – С. 72–77.
- Аспекты формирования естественнонаучной компетентности как составляющей профессиональной компетентности студентов физико-математических и инженерных специальностей / Гр. В. Луценко // Вектор науки Тольяттинского государственного университета. – 2011. – № 1 (4). – С. 109–113.
- Сучасні світові підходи до концепції інженерної освіти / Гр. В. Луценко // Вісник Черкаського університету. – Серія «Педагогічні науки». – Черкаси : Вид. від. Черкаського національного університету імені Б. Хмельницького, 2011. – Вип. 196. – Ч. ІІ. – С. 82–86.
- Методичні аспекти формування природничо-наукової компетентності у студентів фізико-математичних та інженерних спеціальностей / Гр. В. Луценко // Наукові записки. – Серія «Педагогічні науки». – Кіровоград, 2011. – Вип. 98. – С. 92–95.
- Шляхи формування наукової компетенції у студентів фізико-математичних та інженерних спеціальностей / Гр. В. Луценко // Вісник Чернігівського національного педагогічного університету. – Серія «Педагогічні науки». – Чернігів, 2011. – Вип. 89. – С. 310–314.
- Використання автоматизованих систем управління у навчальній та науковій діяльності / Г. В. Луценко, Гр. В. Луценко // Вісник Черкаського університету. – Серія «Педагогічні науки». – Черкаси : Вид. від. Черкаського національного університету імені Б. Хмельницького, 2010. – Вип. 189. – Ч. 1. – С. 39–45.
- Науково-дослідницька діяльність студентів у творчих колективах як методологічна основа підвищення якості підготовки фахівців / Гр. В. Луценко, Г. В. Луценко // Вісник Черкаського університету. – Серія «Педагогічні науки». – Черкаси : Вид. від. Черкаського національного університету імені Б. Хмельницького, 2010. – Вип. 181. – Ч. 3. – С. 137–140.
- Шляхи формування комунікативності при підготовці вчителя в університеті / О. І. Дворчук, Гр. В. Луценко // Наука і освіта. – 2010. – № 2/LXXXIX. – C. 87–90.
- Індивідуальні особливості формування вищої нервової діяльності в дітей дошкільного віку / Дворчук О.І., Луценко Гр.В. // Вісник Черкаського університету. 2010. - Випуск 176. – С. 52-55.
- Створення Internet-порталу «Дифузія та дифузійні фазові перетворення. Diftrans» / Г. В. Луценко, Гр. В. Луценко // Вісник Черкаського університету. – Серія «Педагогічні науки». – Черкаси : Вид. від. Черкаського національного університету імені Б. Хмельницького, 2009. – Вип. 165. – С. 153–155.
- Упровадження віртуальних лабораторних практикумів при вивченні фізичних процесів / Г. В. Луценко, Гр. В. Луценко // Вісник Черкаського університету. – Серія «Педагогічні науки». – Черкаси : Вид. від. Черкаського національного університету імені Б. Хмельницького, 2008. – Вип. 136. – С. 159–163.